# 1993 EA
1993 EA är en asteroid som korsar Venus, Jordens och Mars omloppsbanor. Den upptäcktes 3 mars 1993 av Spacewatch vid Kitt Peak-observatoriet.
Den tillhör asteroidgruppen Apollo.